# Combretum collinum
Combretum collinum es una especie de planta de la familia Combretaceae. Se distribuye por África tropical.

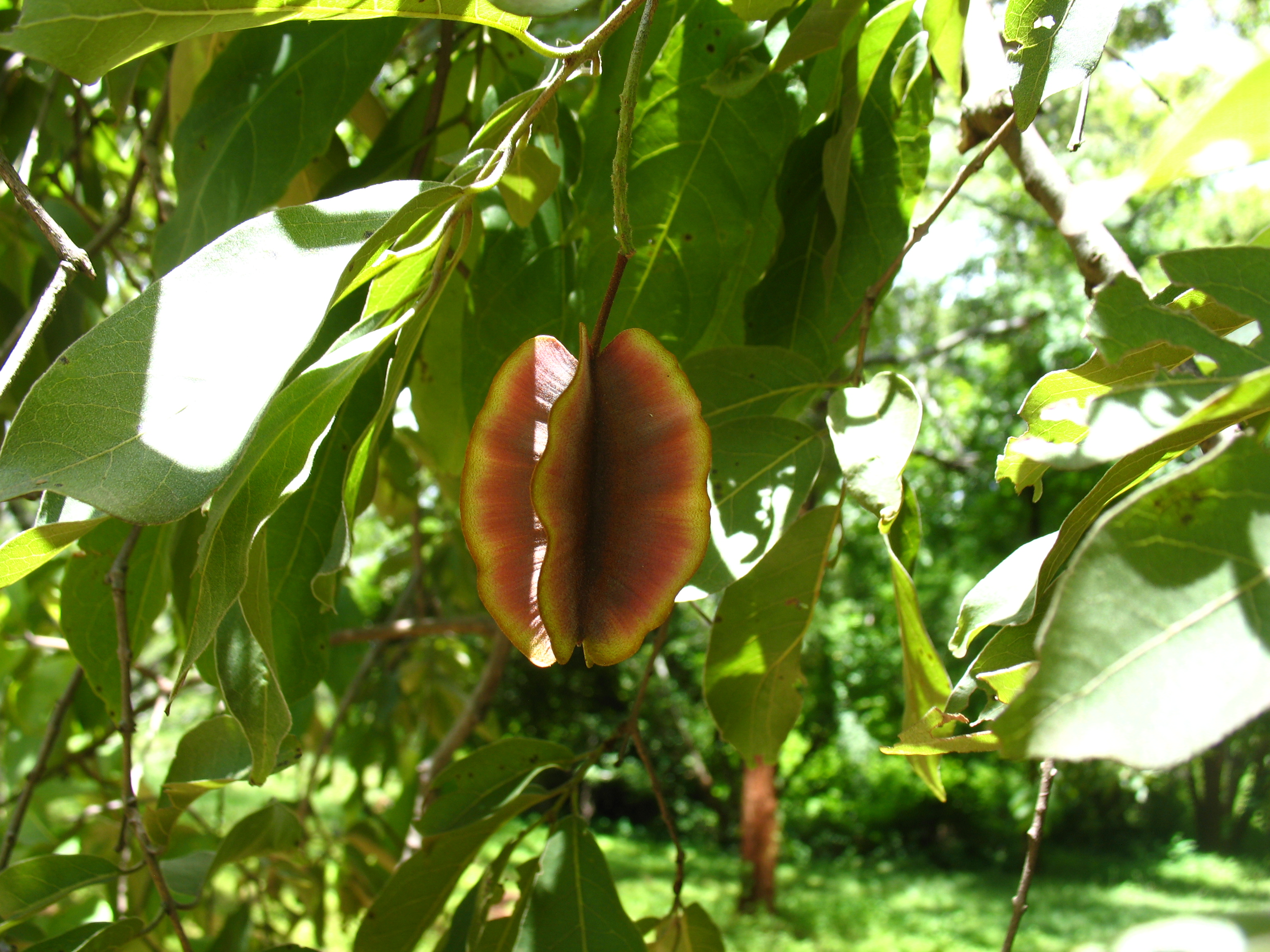
Hojas

## Descripción
Es un pequeño árbol de tamaño mediano. Hojas opuestas, más o menos ampliamente elípticas, ovadas u obovadas, por lo general de hasta 10 cm de largo, verde oscuro por encima raramente más grandes, más pálido a verde plateado por el envés, con o sin pelos lanosos y escamas diminutas; domacios a veces presente en las axilas de las venas abajo, margen entero. Flores de hasta 5 mm de diámetro, de color crema a amarillo, en espigas axilares, por lo general de 5-6 cm de largo. Fruta con 4 alas, variables en líneas generales, a veces estrechas y agudas en el ápice, oscura marrón chocolate a  marrón dorado cuando está madura, a menudo con un brillo metálico causado por pequeñas escamas.

## Taxonomía
Combretum collinum fue descrito por Johann Baptist Georg Wolfgang Fresenius y publicado en Museum Senckenbergianum 2: 153. 1837.
Variedades
- Combretum collinum subsp. binderianum (Kotschy) Okafa
- Combretum collinum subsp. dumetorum (Exell) Okafa
- Combretum collinum subsp. elgonense (Exell) Okafa
- Combretum collinum subsp. gazense (Swynn. & Baker f.) Okafa
- Combretum collinum subsp. geitonophyllum (Diels) Okafa
- Combretum collinum subsp. hypopilinum (Diels) Okafa
- Combretum collinum subsp. kwangense (J.Duvign.) Okafa
- Combretum collinum subsp. ondongense (Engl. & Diels) Okafa
- Combretum collinum subsp. suluense (Engl. & Diels) Okafa
- Combretum collinum subsp. taborense (Engl.) Okafa

sinonimia
- Combretum bongense Engl. & Diels[2]
- Combretum binderanum Kotschy
- Combretum burttii Exell
- Combretum cognatum Diels
- Combretum gazense Swynn. & Baker f.
- Combretum junodii Dummer
- Combretum mechowianum O. Hoffm.
- Combretum ondongense Engl. & Diels
- Combretum suluense Engl. & Diels
- Combretum taborense Engl.[1]